# Hugh Herr
Hugh Herr (nacido el 25 de octubre de 1964) es un escalador, ingeniero y profesor de biofísica estadounidense. Se hizo famoso por sus avances en ingeniería biomecánica diseñando prótesis de tecnología avanzada (habiendo perdido sus piernas practicando montañismo), por lo que obtuvo el Premio Princesa de Asturias de Investigación Científica y Técnica en 2016.

## Juventud
Siendo el menor de cinco hermanos en una familia menonita de Lancaster, Pennsylvania, Hugh Herr siempre fue un prodigio en la escalada de roca; a los ocho años, ya había escalado la pared de 3,544m del Monte Temple en las Montañas Rocosas de Canadá y para cuando cumplió 17 fue reconocido como uno de los mejores escaladores en los Estados Unidos.
En enero de 1982, después de haber escalado por una ruta congelada de alta dificultad en el Barranco de Huntington en el Monte Washington, Nuevo Hampshire, Herr y su compañero alpinista Jeff Batzer fueron alcanzados por una ventisca y perdieron el rumbo, viéndose forzados a descender a un glaciar donde pasaron tres noches, con temperaturas de hasta -29º. Para cuando fueron rescatados, ambos habían sufrido de congelamiento severo. Ambas piernas de Herr tuvieron que ser amputadas debajo de las rodillas; su compañero perdió parte de su pierna izquierda, los dedos del pie derecho, así como los de la mano derecha. Durante el rescate, el voluntario Albert Dow perdió la vida en una avalancha.
Después de varios meses de cirugías y rehabilitación, Herr continuó haciendo algo que los doctores jamás pensaron que haría de nuevo: escalar. Haciendo uso de prótesis especiales diseñadas por él mismo, las cuales contaban con una alta rigidez en la base que le permitían apoyarse inclusive en espacios entre las rocas del ancho de una moneda, y puntas de titanio que lo ayudaban a subir por paredes verticales congeladas. También utilizaba estas prótesis para modificar su estatura, entre 1,52 m y 1,82 m, simplificando muchas tareas cotidianas. Sorprendentemente, como resultado de su habilidad en el diseño y mejora de sus piernas prostéticas, Herr logró escalar a una altura mayor de la que había alcanzado antes del accidente, convirtiéndose en la primera persona con una amputación mayor en desempeñar un deporte a la par con deportistas sin discapacidades y de nivel élite.

## Vida personal
Hugh Herr y la autora Patricia Ellis Herr son padres de dos hijas, Alexandra y Sage. Los primeros logros de Alexandra en el mundo del senderismo los cuenta Patricia en su libro Up: A Mother and Daughter's Peakbagging Adventure (Broadway Books, abril de 2012).

## Educación
Después de su carrera en la escalada, Herr comenzó a concentrarse en sus estudios, área en la que había tenido hasta ese momento poco interés. Se graduó en la licenciatura de física en la Universidad de Millersville, hizo una maestría en ingeniería mecánica por el MIT y un doctorado en biofísica en la Universidad de Harvard.

## Carrera

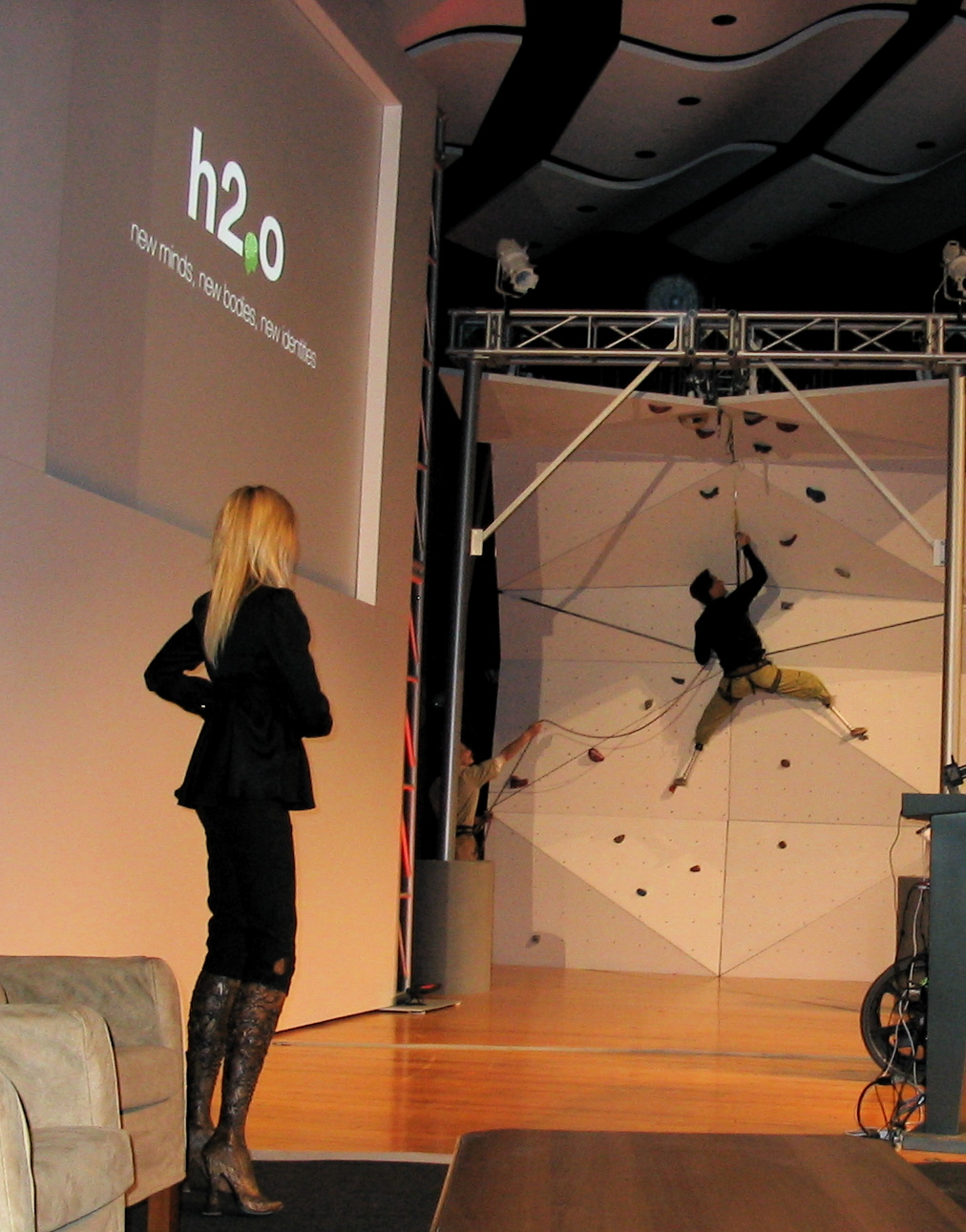
Hugh Herr escalando un muro en el simposio h2.0 Media Lab del MIT el 9 de mayo de 2007. Observado por su compañera Aimee Mullins

Durante su estancia postdoctoral en el MIT, Herr comenzó a trabajar en prótesis y ortesis de pierna tencológicamente avanzados, dispositivos que lograban emular la funcionalidad de la pierna humana.
Actualmente, es profesor asociado en el programa de Arte y Ciencias del MIT, y en la División Ciencias de la Salud y Tecnología de Harvad-MIT. Como líder del grupo de investigación en el área de biomecatrónica en el MIT Media Lab, se enfoca en el desarrollo de sistemas robóticos que aumenten la capacidad física humana. La mayoría de sus diseños son para personas con dificultades y situaciones similares a las suyas.
Herr ha publicado más de 60 documentos peer-reviewed en el área de rehabilitación y es titular (o cotitular) de más de 10 patentes relacionadas con dispositivos de asistencia, incluyendo rodillas artificiales controladas por computadora, disponible en el mercado como Rheo Knee, una ortesis activa de tobillo y pie, y la primera prótesis electrónica de tobillo-pie en el mundo.
Todo esto está provocando un avance en el, relativamente nuevo, campo de la ingeniería que, por medio de principios en biomecánica y control neural, marca la pauta para el diseño en dispositivos en el área de rehabilitación y mejora de capacidades motrices. La meta es lograr rehabilitar completamente a pacientes que han sufrido de amputaciones, así como aumentar capacidades físicas de aquellos con fisiología intacta.
La rodilla controlada por computadora, la cual está equipada con un microprocesador que percibe continuamente la posición de la articulación y las fuerzas aplicadas por el miembro, fue incluida en la lista de Top Ten Inventions en la categoría de salud de la revista TIME en el 2004. La prótesis robótica de tobillo y pie, que imita la acción biológica de la pierna y, por primera vez, provee a amputados tibiales una marcha natural, fue también incluida en el 2007 por la revista TIME en su top-ten list.

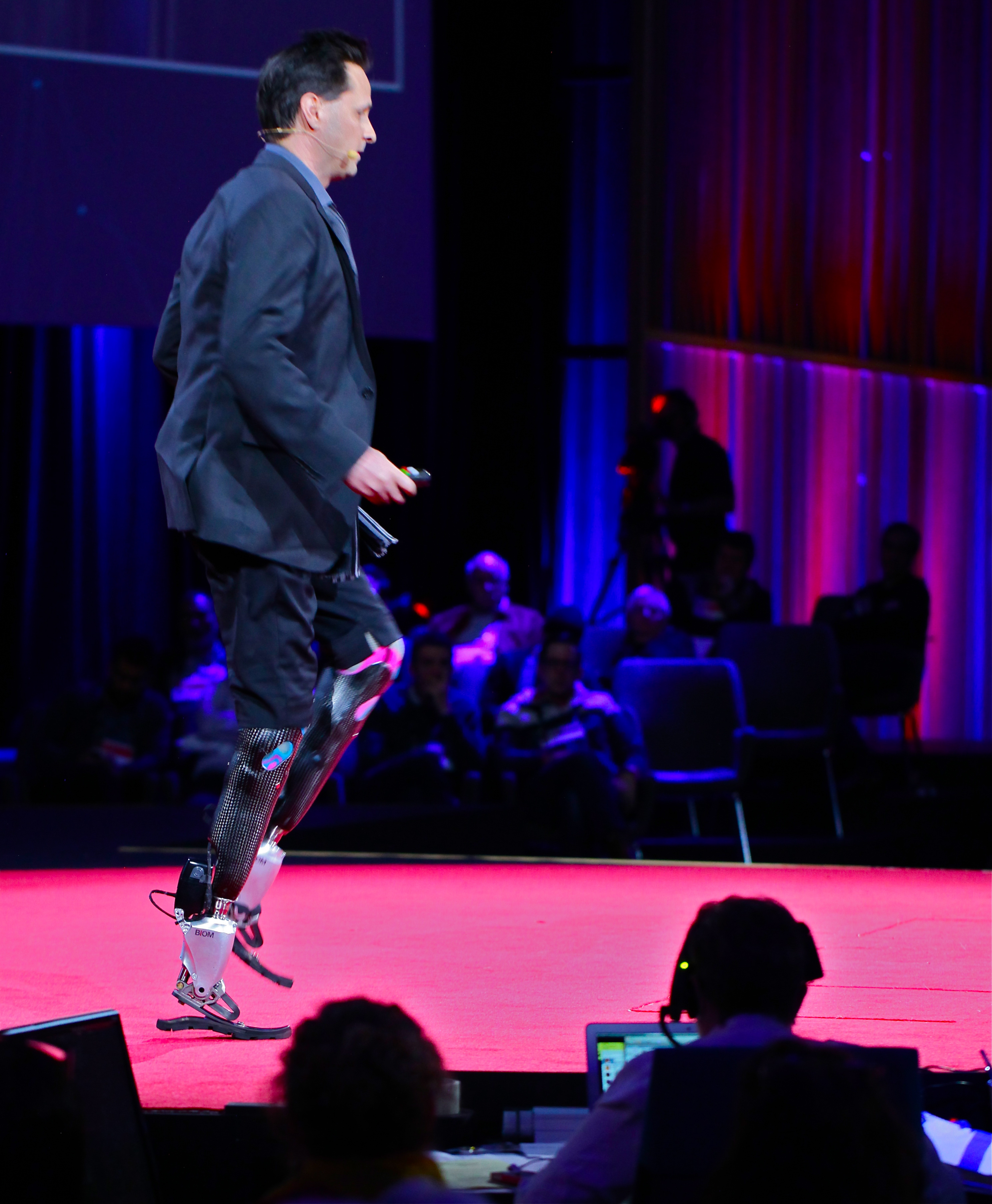
Herr presentando sus piernas prostéticas en TED 2014, donde por primera vez en público demostró su capacidad de correr bajo comando neural.

Por su desempeño en el desarrollo de tecnologías recibió un premio por parte del Popular Mechanics Breakthrough Leadership Award en el 2005. Y en el 2007, Herr fue reconocido en la 13.ª edición del Premio Heinz de Tecnología, Economía y Empleo.
Herr fue miembro de un equipo de siete expertos en biomecánica y fisiología provenientes de seis universidades, que dirigieron la investigación sobre la mecánica de las prótesis del corredor Oscar Pistorius. A este atleta sudafricano, le fue prohibido por la Asociación Internacional de Federaciones de Atletismo (IAAF, por sus siglas en inglés) correr con deportistas no-paralímpicos, ya que estudios previos demostraron que sus piernas de fibra de carbono le daban una ventaja competitiva. Una parte de estos resultados fue presentados en el Tribunal de Arbitraje Deportivo en Lausanne, Suiza en mayo del 2008, por Herr y su colega Rodger Kram la cual resultó en la retractación de la IAAF, permitiendo que Pistorius se convirtiera en el primer velocista discapacitado en calificar a las Olimpiadas. La investigación completa de este caso fue publicada en el número del 18 de junio de 2009 del Journal of Applied Physiology.
La historia de Herr ha sido contada por Alison Osius en el libro Second Ascent: The Story of Hugh Herr; por una cobertura especial de Discovery Channel; y en el 2002 en la película Ascent: The Story of Hugh Herr de National Geographic.

## Reconocimientos y premios
- Premio Princesa de Asturias de Investigación Científica y Técnica (2016).[16]
- Smithsonian Magazine - American Ingenuity Award (2014) en la categoría de tecnología.
- Premio Spirit of Da Vinci (2008).[17]
- Premio Action Maverick (2008).[18]
- Reconocimiento en la 13º entrega del Heinz Award in Technology, the Economy and Employment (2007).[12]
- Revista TIME Top Ten Inventions 2004.[9]
- Revista TIME Top Ten Inventions 2007.[10]
- Premio Popular Mechanics Breakthrough Leadership (2005).[11]
- Reconocimiento por la revista científica Next Wave: Best of 2003.
- Premio Young American (1990).
- Reconocimiento Académico Universitario en Equipo de los Estados Unidos (1990).
- Premio de $7.2 millones de dólares por parte del Departamento de Asuntos de Veteranos de Estados Unidos para que junto con Providence VA Center for Restorative and Regenerative Medicine y la Universidad de Brown crearan dispositivos "biohíbridos" para restaurar la funcionalidad de amputados (2004).

## Biografía
- Osius, Alison (1991). Second Ascent: The Story of Hugh Herr. Mechanicsburg, PA: Stackpole Books. ISBN 978-0-8117-1794-6.